# Podolskokamenecký rajón
Podolskokamenecký rajón (ukrajinsky Кам'янець-Подільський район) je rajón ve Chmelnycké oblasti na Ukrajině. Hlavním městem je Kamenec Podolský a rajón má přibližně 291 tisíc obyvatel. 

## Města v rajónu
- Dunajivci
- Kamenec Podolský